# 佐藤のぶ
佐藤 のぶ（さとう のぶ、天保2年（1831年） - 明治10年（1877年）1月17日）は、江戸時代末期（幕末）から明治にかけての女性。日野宿名主佐藤彦五郎の妻で、新選組副長土方歳三の実姉。幼名は「らん」、佐藤彦五郎の許嫁と成り「とく」、明治維新後に「のぶ」と改名した。

## 生涯
天保2年（1831年）、武州多摩郡石田村に、豪農土方隼人（義諄）の次女（夭折した女児を含むと四女）として生まれる。
天保15年（1844年）、日野宿名主・佐藤彦五郎へ嫁いだ。長女（嘉永元年（1848年）8月9日夭折）、次女・なお（嘉永元年（1848年））、長男・源之助（嘉永3年（1850年））、次男・力之助（安政2年（1855年））、三男・連一郎（安政6年（1859年）4月13日）、四男・彦吉（万延2年（1861年））、三女・とも（文久4年（1864年））をそれぞれ産んだ。
慶応4年（1868年）、戊辰戦争が勃発し、弟・歳三が所属する甲陽鎮撫隊に夫・彦五郎が組織する農兵隊（春日隊）も加わるが、甲州勝沼の戦いにおいて敗北。佐藤家は離散して新政府軍の捜索を逃れ、息子・源之助が捕まるも釈放され、佐藤家は赦免となる。
明治10年（1877年）1月17日死去。享年、数47。

## 人物
- 竹を割ったような性格だったという。
- 歳三との仲は非常に良かったといわれる。戊辰戦争時に日野宿へ甲陽鎮撫隊が立ち寄った際、歳三はのぶに土産の母衣を渡していったといわれる。
- 新選組結成後に、歳三が隊士募集のために郷里を訪れて、子の源之助に入隊を勧めたことがあったが、のぶの強い反対にあって諦めたといわれる。
- 市村鉄之助が持ち帰った歳三の絶筆は、のぶが死ぬまで大事に持っていたという。

## 登場作品
映画
- 燃えよ剣（1966年、演：国友和歌子）
- 燃えよ剣（2021年、演：坂井真紀）

ドラマ
- 新選組血風録  (1965年、NET、演 : 岩島道枝)
- 燃えよ剣（1970年、演：鳳八千代）
- 新選組!（2004年、NHK総合、演：浅田美代子）
- 土方のスマホ（2021年、NHK総合、演：馬場園梓）